# 李纯华
李纯华（1903年—1968年7月），字净尘，辽宁省海城市牛庄人，中国军事将领。

## 生平
早年在辽南组织抗日义勇军，1932年，改编为东北义勇军第二军团，即辽南义勇军，他任第二军团代理总指挥，之后在岫岩关门山等地和日军交战。1933年，日军开始重点交战，辽南义勇军被迫向辽西转战。之后被中央军缩编为一个骑兵旅，李纯华被任命为中将司令。1934年，蒋介石委任李纯华为中将旅长，李纯华拒绝。1936年12月，参加了西安事变，此后任西北总部中将参议、江苏绥靖公署中将高级参议、第三集团军中将高级参议。后担任李宗仁部骑兵第二军中将政治部主任，参加台儿庄战役。1939年，调任河南汤恩伯部任中将政治部主任，因与中共刘澜涛、赵寿山关系密切，被以通共罪名逮捕，准备杀害，后被汤恩伯部军事监狱主任救出，逃往西安，经何柱国等将领担保，弃军从商。
此后，他与荆有岩等人组建华侨银行，任兰州分行总经理。1956年回乡任辽宁省参事室参事。文化大革命中受到迫害，1968年7月病逝于北京协和医院，终年65年。